# Petrolay Margit
W. Petrolay Margit Magdolna (Waldapfel Imréné) (Budapest, 1908. február 11. – Budapest, 1997. december 24.) magyar író, műfordító, pedagógus. A Magyar Írószövetség tagja volt. Kerényi Károly tanítványa, Radnóti Miklós barátja.

## Életpályája
1930-ban a Budapesti Tudományegyetemen magyar-latin szakos diplomát szerzett. 1937–1941 között középiskolákban oktatott.

## Családja
Szülei Petrolay András és Tímár Julianna voltak. 1934. szeptember 1-én, Budapesten házasságot kötött Trencsényi-Waldapfel Imre (1908–1970) pedagógussal. Fia, Trencsényi László (1947–) pedagógus.
Sírja az Óbudai temetőben található.

## Művei
- Az ezüstpagoda (Trencsényi-Waldapfel Imrével, mesekönyv, 1934)
- A bolhacsősz (mese, 1939)
- A csodatoll (Trencsényi-Waldapfel Imrével, 1940)
- Az igazi királyfi (Trencsényi-Waldapfel Imrével, 1940)
- A Paradicsom Dombja (regény, 1941)
- Csinosomdrága. Magyar népmesék (Kovács Ágnessel, 1951)
- A sárkányok lovagja. Elbeszélések Mikszáth Kálmán ifjúságáról (1957)
- A királyné libái (mesék, 1958)
- Tilalmas ének (bábjáték, 1961)
- Sete-suta kis csirke (bábjáték, 1962)
- Kutyakomédia (bábjáték, 1963)
- Erdei kalács (mesék, 1966)
- A varjú háztűznézőben. Észt népmesék (Vask Elluval, 1966)
- A szél nótája (mesék, 1968)
- A vásárfia (mese, 1970)
- Erdei kalács és más mesék (1973)
- Különös dolgok (regény, 1975)
- A világszép kecskebéka (mesék, 1977)
- Gondolatok a gyermekirodalomról (tanulmány, 1978)
- Mese a kisfiúról, aki nem akart elaludni (mese, 1985)
- Az emberiség emlékezete. A mese története (1990; Könyv a meséről címmel, 1996)
- A sárkányok lovagjai. Elbeszélések írókról, költőkről, (1997)

## Műfordításai
- Jocobus, de Voragine: Arany legenda (1942)
- Thomas Mann és Kerényi Károly levélváltása (1947)
- A holdbéli leány (Trencsényi-Waldapfel Imrével, mesék, 1949)
- Mit üzen a fülemüle? (Trencsényi-Waldapfel Imrével, 1949)
- Hipp-hopp, a fakó (1974)

## Díjai
- A Munka Érdemrend ezüst fokozata (1968)
- A Munka Érdemrend arany fokozata (1978)[9]
- A Művészeti Alap Irodalmi Díja (1979)[9]
- Kiss Árpád-díj (1997)[9]